# ورووتک
ورووتک (به لاتین: Vroutek) یک منطقهٔ مسکونی در جمهوری چک است که در شهرستان لوونی واقع شده‌است.
 ورووتک ۵۲٫۷۲ کیلومتر مربع مساحت و ۱٬۹۶۱ نفر جمعیت دارد و ۳۳۲ متر بالاتر از سطح دریا واقع شده‌است.